# 디서포인트먼트호

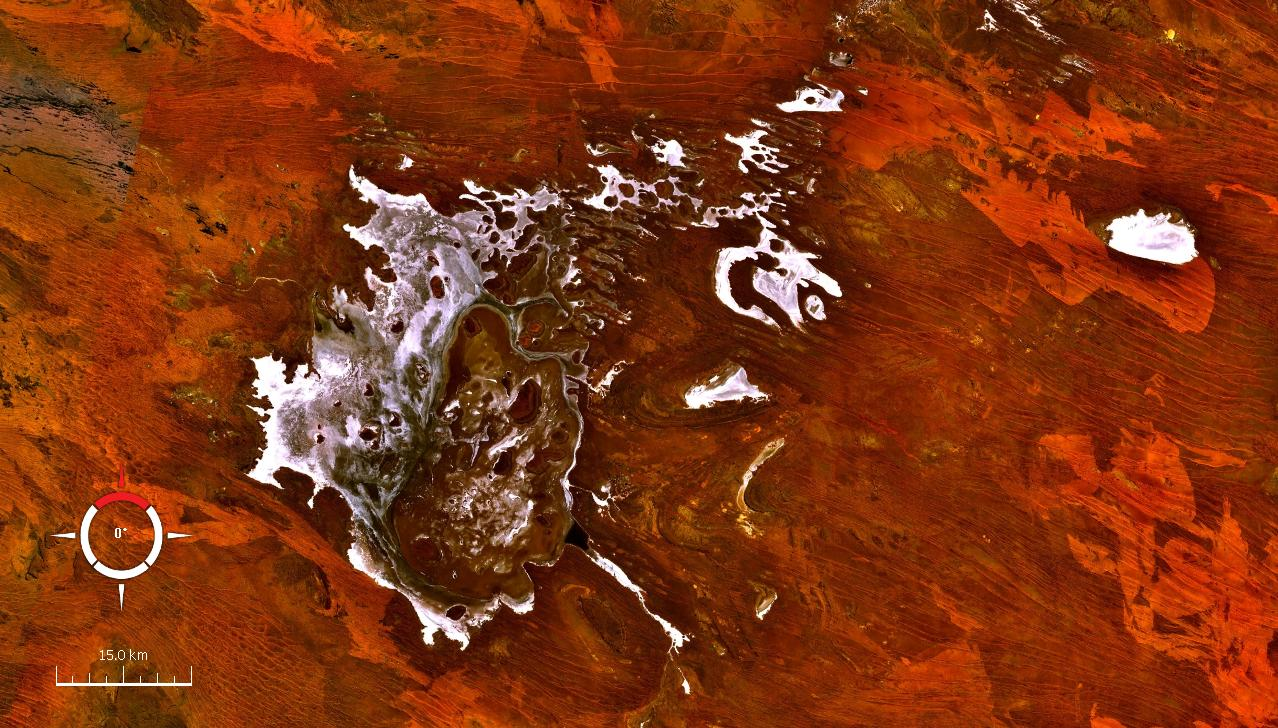
디서포인트먼트 호

디서포인트먼트 호(Lake Disappointment)는 오스트레일리아 웨스턴오스트레일리아주에 있는 소금 호수이다. 실망을 의미하는 영어단어 "Disappointment"에서 따온 이 호수는, 1887년 탐험가 프랭크 핸 (Frank Hann)에 의해 명명되었다. 그가 필바라의 동쪽과 루달 강 주변을 탐험 할 때 그 지역에서 내륙을 흐르는 큰 담수호가 있다고 기대하였지만, 소금 호수라서 실망하였던 일화에서 명명되었다. 이 호수는 다양한 종류의 물새가 서식한다.